# Campi Hobbit
Les Campi Hobbit (« Camps Hobbit ») étaient des événements culturels organisés entre 1977 et 1981 en Italie par le Fronte della Gioventù  (Front de la jeunesse), une organisation de jeunes du  MSI.

## Histoire
Le terme « Campo Hobbit » provient de  Hobbit, un des protagonistes du monde féerique et mythologique qui anime les histoires de Tolkien, l'auteur anglais qui a écrit la saga du Seigneur des Anneaux. Depuis la fin des années 1960, sur la vague d'une interprétation néo-fasciste et traditionaliste de sa production littéraire par Elémire Zolla, Tolkien est devenu dans les années 1970, pour les jeunes du MSI un point de référence mytho-poétique et symbolique qui adoptent le nouveau symbole de la croix celtique.
L'irruption de Pino Rauti dans le monde des jeunes du MSI coïncide avec le mouvement de 1977. Dans ce moment de compromis historique, le PCI devient soudain un ennemi pour de nombreux jeunes extra-parlementaires. Les instances rebelles, anarchistes, créatives et révolutionnaires naissent dans les lycées et les universités. Des radios libres naissent, des concerts et des rassemblements prolifèrent, le phénomène des « Indiens métropolitains » émerge.
C'est dans ce contexte qu'est né le phénomène des « Camps Hobbit » où la musique et la politique, la transgression et la tradition se mêlent et de ce que l'on appelle la Nouvelle Droite, inspiré par l'environnement de Rauti. L'annonce de la tenue de ce camp est faite en avril 1977 sur La voce della fogna, le journal satirique fondé par Marco Tarchi.

## Les camps
Quatre camps Hobbit officiels se sont tenus.
- Montesarchio dans la province de Bénévent le 11 et 12 juin 1977.
- Fonte Romana, frazione de Pacentro, Abruzzes du 23 au 25 juin 1978.
- Château Camponeschi, Abruzzes, du 16 au 20 juillet 1980.
- Le quatrième camp a une nature radicalement différente, associé à une expédition de sauvetage parrainée et organisée par l'hebdomadaire Linea de Pino Rauti et Radio Alternativa, précédé d'un recueil de biens de première nécessité par les sections Rautian du MSI de Rome organisé par Teodoro Buontempo, Giampiero Rubei, Antonello Ferdinandi et Umberto Croppi à la tête d'un groupe de jeunes militants du MSI après le  séisme en Irpinia en 1980.

Au cours des années 1990 d'autres camps moins conventionnels se sont prévalus du même nom.